# Пирамида (селище)
Вижте пояснителната страница за други значения на Пирамида.
Пирамида (на норвежки: Pyramiden; на руски: Пирамида) е селище на остров Шпицберген, архипелаг Свалбард (Шпицберген), Норвегия.
Ползвано е в миналото от СССР като миньорско селище. Получава наименованието си от пирамидалната форма на планината, в подножието на която е разположено.
Селището се намира на 195 км северно от главния град на архипелага Лонгирбюен.

## История
Селището е основано от шведите през 1910 г. През 1927 г. е предоставено на СССР. В периода между 1960-те и 1980-те години на 20 век населението надвишава 1000 души, но през 1990-те жителите на Пирамида я напускат.
През 2000 г. селището е изоставено, а през 2006 – 2007 г. започва работа по възстановяването му. Понастоящем в Пирамида живеят 5-6 души, занимаващи се с планирането на преустройството на селището и прилежащата му територия.